# Otrobanda
Otrobanda (también Otrabanda) es una parte de importancia histórica de la ciudad de Willemstad, capital de la isla caribeña de Curazao. Contiene muchas piezas importantes de arquitectura. Sin embargo, en comparación con Punda que se encuentra al otro lado de la bahía de Santa Anna, Otrobanda siempre se ha considerado como la parte más pobre de la ciudad.
En los últimos años, una gran parte de Otrobanda ha sido restaurada, incluyendo el trabajo de Jacob Gelt Dekker.